# Tetraena
Tetraena är ett släkte av pockenholtsväxter. Tetraena ingår i familjen pockenholtsväxter.

## Dottertaxa tillTetraena, i alfabetisk ordning[1]
- Tetraena aegyptia
- Tetraena alba
- Tetraena applanata
- Tetraena boulosii
- Tetraena bucharica
- Tetraena chrysopteros
- Tetraena clavata
- Tetraena coccinea
- Tetraena cornuta
- Tetraena cylindrifolia
- Tetraena decumbens
- Tetraena dumosa
- Tetraena fontanesii
- Tetraena gaetula
- Tetraena geslinii
- Tetraena giessii
- Tetraena hamiensis
- Tetraena longicapsularis
- Tetraena longistipulata
- Tetraena madagascariensis
- Tetraena madecassa
- Tetraena mandavillei
- Tetraena migahidii
- Tetraena migiurtinorum
- Tetraena mongolica
- Tetraena prismatica
- Tetraena prismatocarpa
- Tetraena pterocaulis
- Tetraena qatarensis
- Tetraena retrofracta
- Tetraena rigida
- Tetraena simplex
- Tetraena somalensis
- Tetraena stapfii
- Tetraena tenuis